# フランツ・ザルヴァトール・フォン・エスターライヒ＝トスカーナ
フランツ・ザルヴァトール・フォン・エスターライヒ＝トスカーナ（Franz Salvator von Österreich-Toskana, 1866年8月21日 - 1939年4月20日）は、イタリアの旧トスカーナ大公国の統治者ハプスブルク＝トスカーナ家の一員で、オーストリア＝ハンガリー帝国の軍人。騎兵大将。オーストリア皇帝フランツ・ヨーゼフ1世の娘婿。

## 生涯
最後のトスカーナ大公フェルディナンド4世の弟カルロ・サルヴァトーレ（カール・ザルヴァトール）大公とその妻で両シチリア王フェルディナンド2世の娘であるマリーア・インマクラータの間の次男として、アルトミュンスター（オーバーエスターライヒ州グムンデン郡）で生まれた。全名はフランツ・ザルヴァトール・マリア・ヨーゼフ・フェルディナント・カール・レオポルト・アントン（Franz Salvator Maria Joseph Ferdinand Karl Leopold Anton von Österreich-Toskana）である。
テレジア・アカデミー公立中等学校（Öffentliches Gymnasium der Stiftung Theresianische Akademie）を卒業後、ガリツィア駐屯第6槍騎兵連隊（Galizisches Ulanen-Regiment „Kaiser Joseph II.“ Nr. 6）の少尉に任官し、1895年にはチロル駐屯の狙撃兵連隊（K.u.k. Kaiserjäger）へ、その後騎兵部へ転属となった。1911年には騎兵大将（General der Kavallerie）となり、最終的にはウィーン駐屯の騎兵師団長となった。第1次世界大戦中は、志願看護兵団の統監およびオーストリア＝ハンガリー赤十字社の代表を務めた。
1890年7月31日にバート・イシュルにおいて、オーストリア皇帝フランツ・ヨーゼフ1世と皇后エリーザベト夫妻の末娘マリー・ヴァレリーと結婚し、間に4男6女の10人の子女をもうけた。結婚生活ははじめ順調だったが、フランツ・ザルヴァトールが他の女に手を出し始めると険悪になった。
1914年の初め、フランツ・ザルヴァトールは愛人の1人であった弁護士の娘シュテファニー・リヒターを妊娠させた。リヒターは同年5月にホーエンローエ家の侯子フリードリヒ・フランツと結婚し、12月に産んだフランツ・ザルヴァトールの息子に夫の姓を名乗らせた。リヒターはのちに『名誉アーリア人』となり、ナチスドイツのスパイとして暗躍したことで知られている。
1934年、マリー・ヴァレリーと死別して10年後にライゼンフェルス男爵夫人メラニー（1898年 - 1984年）と再婚したが、間に子供は生まれなかった。

## 子女
最初の妻マリー・ヴァレリーとの間に10人の子女をもうけた。
- エリーザベト・フランツィスカ・マリー・カロリーネ・イグナティア（1892年 - 1930年）　1912年、ヴァルトブルク・ツー・ツァイル伯ゲオルクと結婚
- フランツ・カール・ザルヴァトール・マリー・ヨーゼフ・イグナツ（1893年 - 1918年）
- フーベルト・ザルヴァトール・ライナー・マリア・ヨーゼフ・イグナティウス（1894年 - 1971年）　1926年、ザルム＝ザルム侯女ローゼマリーと結婚
- ヘートヴィヒ・マリア・インマクラータ・ミヒャエラ・イグナティア（1896年 - 1970年）　1918年、シュトルベルク＝シュトルベルク伯ベルンハルトと結婚
- テオドール・ザルヴァトール（フランス語版）（1899年 - 1978年）　1926年、ヴァルトブルク・ツー・ツァイル・ウント・トラウフブルク女伯マリア・テレーザと結婚
- ゲルトルート・マリア・ギーゼラ・エリーザベト・イグナティア（1900年 - 1962年）　1931年、ヴァルトブルク・ツー・ツァイル伯ゲオルク（長姉の寡夫）と結婚
- マリア・エリーザベト・テレーゼ・フィロメナ・イグナティア（1901年 - 1936年）
- クレメンス・ザルヴァトール・レオポルト・ベネディクト・アントニウス・マリア・ヨーゼフ・イグナティウス（1904年 - 1974年）　1930年、レッセギエール・ド・ミルモン女伯エリーザベトと結婚（貴賤結婚）
- マティルデ・マリア・アントニア・イグナティア（1906年 - 1991年）　1947年、Ernst Hefelと結婚
- アグネス（1911年）

また、シュテファニー・リヒターとの間にも息子をもうけた。息子はリヒターの夫の実子として育てられた。
- フランツ・ヨーゼフ・ツー・ホーエンローエ＝ヴァルデンブルク＝シリングスフュルスト（1914年 - 2008年）